# Педро Аріас де Авіла
Педро Аріас де Авіла (ісп. Pedro Arias de Ávila; близько 1440, Сеговія, Кастилія — 06 березня 1531, Леон), відомий також під скороченим псевдонимом Педраріас — іспанський конкістадор, який управляв першими європейськими колоніями в Америці.
Відплив з Іспанії в 1514 році з 19 кораблями й 1500 солдатами. 12 років був губернатором у Панамі, ще 4 роки — в Нікарагуа.
В 1519 році стратив свого суперника Нуньєса де Бальбоа і заснував місто Панама.
В 1524 році відрядив Пісарро на завоювання імперії інків.
Його зять Ернандо де Сото першим з європейців досліджував Луїзіану і Техас і добрався до Міссісіпі.